# Uranophora levata
Uranophora levata är en fjärilsart som beskrevs av William James Kaye 1919. Uranophora levata ingår i släktet Uranophora och familjen björnspinnare. Inga underarter finns listade i Catalogue of Life.